# Cromosoma artificial de levadura
El cromosoma artificial de levaduras o YAC (Yeast artificial chromosome) forma parte de los vectores de clonación de alta capacidad siendo, de hecho, el de mayor capacidad (200 kb - 3.000 kb). Fueron descritos por primera vez en 1983 por Murray y Szostack.
Es un vector que pretende imitar las características de un cromosoma normal de una levadura (eucariota), portando un centrómero y telómeros terminales. Esto permite clonar en levaduras (microorganismos eucariotas) secuencias de ADN de hasta un millón de pares de bases o más, al comportarse como un cromosoma propio de la levadura.
Son utilizados en construcción de genotecas genómicas, siendo muy extendido su uso en los primeros años del Proyecto Genoma Humano. Sin embargo, son más inestables que otros vectores como BACs (cromosoma artificial bacteriano), que han acabado imponiéndose.
Los YAC tienen un origen de replicación relajado en procariotas, por lo que aparecen muchas copias en cada bacteria (gran utilidad para producir masivamente el vector), pero un origen de replicación estricto en levaduras, apareciendo sólo una copia por célula de levadura.
Un YAC típico tiene:
- ARS1: secuencia de replicación autónoma
- CEN4: centrómero del cromosoma IV, permite la segregación del plásmido durante la división celular
- TELs: secuencias teloméricas.
- HIS3, TRP1, URA3: marcadores de selección en levadura confieren prototrofía para histidina, triptófano y uracilo
- SUP4: cambia la mutación sin sentido ámbar (UAG) por la incorporación de tirosina. Identifica las células que incorporan el vector, ya que las células huésped que portan esta mutación ámbar, de color rosado, pasan a tener un fenotipo blanco. (Prototrofo para ade).

## Procedimiento de clonación
- a) Digestión con BamHI y EcoRI. Desfosforilación de los extremos 5’. Esto linealiza el vector, dejando funcionales las secuencias teloméricas. Se eliminan los marcadores His3 y Sup4.
- b) Digestión de nuestra muestra con EcoRI. Selección de los fragmentos por electroforesis y purificación.
- c) Reacción de ligación: Da una molécula con un centrómero y telómeros terminales.
- d) Se induce su entrada en células por electroporación. Se clonan en gran cantidad en bacterias. Luego se extraen y purifican y se introducen en levaduras por electroporación.
- e) Se seleccionan las levaduras que portan el vector mediante cultivo en un medio de cultivo sin Trp, sin Ura, con His y con Adenina. Las colonias capaces de crecer en este medio y que tengan coloración rosada (rotura del SUP4 como consecuencia de la entrada del inserto), serán las que tengan los clones que nos interesan.
- f) El vector se comporta como un cromosoma más de la levadura.